# José de la Riva Agüero
José Mariano de la Riva Agüero y Sánchez Boquete  (Lima, 3 de maio de 1783 — 21 de maio de 1858) foi um militar e político peruano, presidente de seu país de fevereiro a junho de 1823.